# Riverside Stadium (Drumahoe)
Het Riverside Stadium is een multifunctioneel stadion in Drumahoe, een plaats in Noord-Ierland. Het stadion heette daarvoor YMCA Grounds.
Het stadion werd vooral gebruikt voor voetbalwedstrijden, de voetbalclub Institute FC maakte gebruik van dit stadion. In het stadion is plaats voor 1.570 toeschouwers. Het stadion werd geopend in 1995. 
Op 17 augustus 2017 waren er in het stadion overstromingen door hevige regenval. Rivier de Faughan, die dicht bij het stadion ligt, was uit zijn oevers getreden. Het stadion raakte daardoor zodanig beschadigd waardoor het stadion onbruikbaar werd. Als gevolg hiervan sloot het stadion en ging de club spelen in het Brandywell Stadium.